# العلاقات السنغافورية الكيريباتية
العلاقات السنغافورية الكيريباتية هي العلاقات الثنائية التي تجمع بين سنغافورة وكيريباتي.

## مقارنة بين البلدين
هذه مقارنة عامة ومرجعية للدولتين:
| وجه المقارنة                                              | سنغافورة                                                             | كيريباتي                        |
| --------------------------------------------------------- | -------------------------------------------------------------------- | ------------------------------- |
| المساحة (كم2)                                             | 719                                                                  | 811                             |
| عدد السكان (نسمة)                                         | 5.89 مليون                                                           | 116.40 ألف                      |
| الكثافة السكانية (ن./كم²)                                 | 819.19 ألف                                                           | 14.35 ألف                       |
| العاصمة                                                   | سنغافورة                                                             | جنوب تاراوا                     |
| اللغة الرسمية                                             | لغة إنجليزية، اللغة الملايو، اللغة الصينية القياسية، اللغة التاميلية | لغة إنجليزية، اللغة الكيريباتية |
| العملة                                                    | دولار سنغافوري                                                       | دولار كريباتي، دولار أسترالي    |
| الناتج المحلي الإجمالي (بليون دولار)                      | 323.91 مليار                                                         | 196.15 مليون                    |
| الناتج المحلي الإجمالي (تعادل القوة الشرائية) بليون دولار | 472.59 مليار                                                         | 224.26 مليون                    |
| الناتج المحلي الإجمالي الاسمي للفرد دولار أمريكي          | 52.89 ألف                                                            | 1.42 ألف                        |
| الناتج المحلي الإجمالي للفرد دولار أمريكي                 | 82.76 ألف                                                            | 1.81 ألف                        |
| مؤشر التنمية البشرية                                      | 0.925                                                                | 0.590                           |
| رمز المكالمات الدولي                                      | +65                                                                  | +686                            |
| رمز الإنترنت                                              | .sg                                                                  | .ki                             |
| المنطقة الزمنية                                           | ت ع م+08:00، توقيت سنغافورة المنسق ‏                                  |                                 |

## منظمات دولية مشتركة
يشترك البلدان في عضوية مجموعة من المنظمات الدولية، منها:
| علم المنظمة | اسم المنظمة                   | تاريخ انضمام سنغافورة | تاريخ انضمام كيريباتي |
| ----------- | ----------------------------- | --------------------- | --------------------- |
|             | بنك التنمية الآسيوي           | 1966                  | 1974                  |
|             | مؤسسة التنمية الدولية         | 27 سبتمبر 2002        | 2 أكتوبر 1986         |
|             | يونسكو                        | 8 أكتوبر 2007         | 24 أكتوبر 1989        |
|             | الأمم المتحدة                 | 21 سبتمبر 1965        | 14 سبتمبر 1999        |
|             | دول الكومنولث                 | ?                     | ?                     |
|             | الاتحاد البريدي العالمي       | ?                     | ?                     |
|             | البنك الدولي للإنشاء والتعمير | 3 أغسطس 1966          | 29 سبتمبر 1986        |
|             | الاتحاد الدولي للاتصالات      | 22 أكتوبر 1965        | 3 نوفمبر 1986         |
|             | منظمة حظر الأسلحة الكيميائية  | ?                     | ?                     |
|             | مؤسسة التمويل الدولية         | 4 سبتمبر 1968         | 2 أكتوبر 1986         |
|             | تحالف الدول الجزرية الصغيرة   | ?                     | ?                     |

## وصلات خارجية
- موقع وزارة الخارجية السنغافورية